# 모래시계 요양원
모래시계 요양원(Sanatorium pod klepsydra, The Sandglass)은 폴란드에서 제작된 보이체크 하스 감독의 1973년 드라마, 판타지, 공포 영화이다. 얀 노비키 등이 주연으로 출연하였다.

## 출연

### 주연
- 얀 노비키

## 제작진
- 미술: 안드레이 핼린스키